# Soufiane Talal
Soufiane Talal (arab. سفيان طلال, ur. 26 maja 1991 w Casablance) – marokański piłkarz, grający jako ofensywny pomocnik w Al-Minaa SC.

## Klub

### Raja Casablanca
Zaczynał karierę w Raja Casablanca. Grał tam jako junior.
W sezonie 2011/2012 (pierwszym w bazie Transfermarkt) zagrał 4 mecze.

### Maghreb Fez
1 lipca 2012 roku przeszedł do Maghrebu Fez. W tym klubie zadebiutował 30 września 2012 roku w meczu przeciwko Wydad Casablanca (wygrana 1:0). W debiucie asystował przy golu Mohammeda Alego Bemammera w 65. minucie. Pierwszego gola strzelił 21 września 2013 roku w meczu przeciwko Wydadowi Fès. Do siatki trafił w 55. minucie. Łącznie zagrał 14 meczów, strzelił gola i miał dwie asysty.

### AS Salé
1 lipca 2013 roku przeszedł do AS Salé. W tym zespole zadebiutował 27 września 2013 roku w meczu przeciwko Maghreb Fez (wygrana 0:2). Zagrał cały mecz. Pierwszą asystę zaliczył 23 lutego 2014 roku w meczu przeciwko Maghreb Fez (wygrana 1:0). Asystował przy golu Nabila Koalasse w 81. minucie. Łącznie zagrał 8 meczów i raz asystował,

### Hassania Agadir
1 lipca 2014 roku przeniósł się do Hassanii Agadir. W tym klubie zadebiutował 24 sierpnia 2014 roku w meczu przeciwko Kawkab Marrakesz (porażka 4:0). Grał 50 minut. Pierwszego gola strzelił 25 marca 2015 roku w meczu przeciwko Raja Casablanca (wygrana 1:2). Do siatki trafił w 82. minucie. Pierwszą asystę zaliczył 25 kwietnia 2015 roku w meczu przeciwko KAC Kénitra (1:0). Asystował przy bramce Noureddine El Gourcha w 40. minucie. Łącznie zagrał 40 meczów, strzelił 3 gole i miał 4 asysty.

### FAR Rabat
1 lipca 2017 roku przeniósł się do FAR Rabat. Klub ten opuścił 9 stycznia roku następnego.

### Chabab Rif Al Hoceima
10 września 2018 roku został zawodnikiem Chabab Rif Al Hoceima. W tym klubie debiut zaliczył 15 września 2018 roku w meczu przeciwko FAR Rabat (porażka 1:4). Na boisko wszedł w 61. minucie, zastąpił Rafika El Hamdiego. Łącznie zagrał 5 meczów.

### Raja Beni Mellal
20 stycznia 2020 roku przeniósł się do Raja Beni Mellal. W tym klubie po raz pierwszy zagrał 5 dni później w meczu przeciwko Youssoufia Berrechid (porażka 2:0). Wszedł na boisko w 78. minucie, zastąpił Rédouane Zerzouriego. Łącznie zagrał 4 mecze.

### Dalsza kariera
11 lutego 2021 roku został zawodnikiem Al-Najaf FC. 4 lipca 2022 roku został zawodnikiem Al-Zawraa. 1 lutego 2023 roku przeniósł się do Al-Minaa SC.